# Chlamydomonas intermedia
Chlamydomonas intermedia là một loài tảo trong họ Chlamydomonadaceae, thuộc chi Chlamydomonas.